# Y Lupi
Y Lupi är en pulserande variabel av Mira Ceti-typ (M) i stjärnbilden Vargen.
Stjärnan varierar mellan visuell magnitud +8,2 och 15,2 med en period av 396,82 dygn.